# Центр воспроизводства редких видов животных

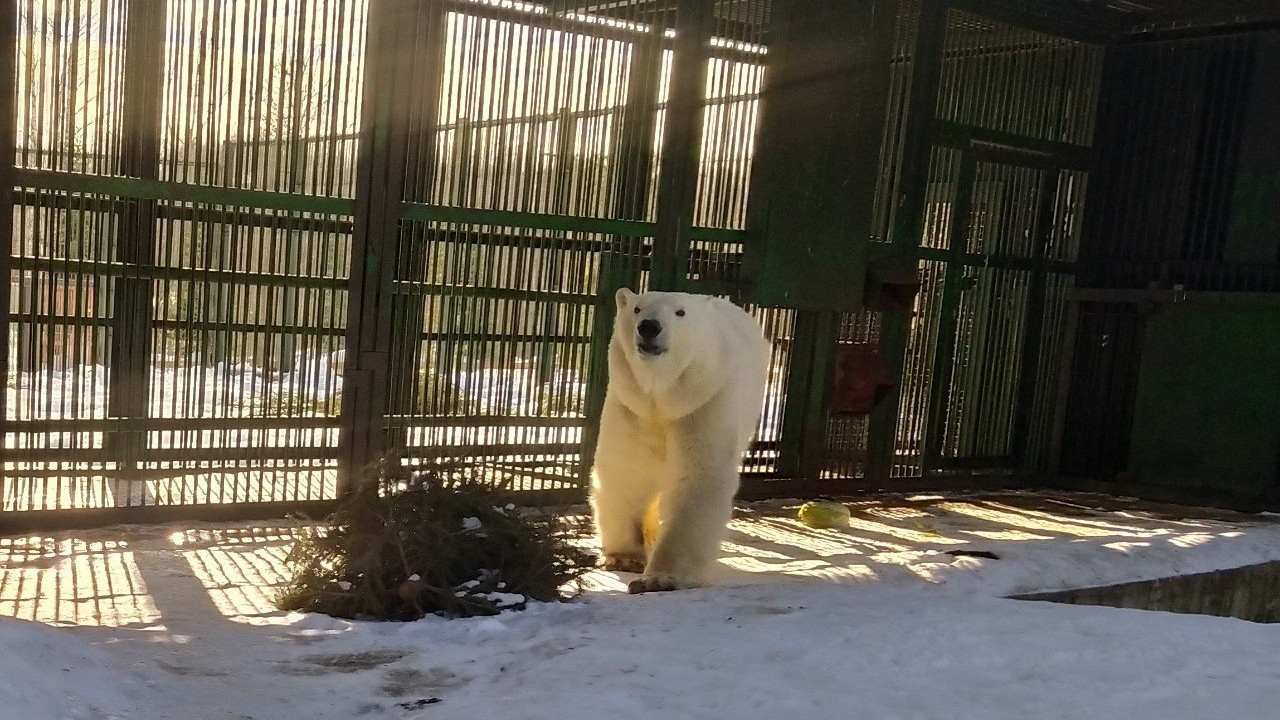
Самка белого медведя Пурга в Центре воспроизводства редких видов животных

Центр воспроизводства редких видов животных, известный до 2014 года как Зоопитомник Московского зоопарка — находящееся в Волоколамской районе Московской области подразделение Московского зоопарка.
Расширение Московского зоопарка путём создания подмосковного подразделения обсуждалось неоднократно в позднесоветский период. Реконструкция зоопарка ускорила этот процесс, и в 1994 году на безлесной территории нерудных карьеров в Сычёво был создан зоопитомник. Его площадь составила около 200 гектаров, что значительно превышало московскую территорию зоопарка. Первыми обитателями питомника в 1996 году стали птицы. Первые годы зоопитомник был закрыт для посещения. Его целями декларируются подбор размножающихся пар редких животных, а также разработка новых способов содержания и воспроизводства животных. В 2017 году Центр открылся для первых посетителей, приезжавших в рамках экотура от Московского зоопарка. В 2019 году посещение Центра стало возможным и вне экотура. Центр содержит 213 видов и более 7500 особей животных, участвует в ряде европейских программ по разведению редких и исчезающих видов животных. В нём впервые в России дали потомство в неволе росомаха, викунья, памирский горный баран и дальневосточный аист. К зоопарку также относятся 50 гектаров сельскохозяйственных угодий в соседнем с Центром Лотошинском районе, где в посёлке Торфяной с 2019 года выращиваются растения и животные на прокорм обитателей зоопарка.
В Центре действуют 5 отделов:
- Хищные животные (17 видов, в том числе белый медведь, дальневосточный леопард, амурский тигр, снежный барс, манул, гепард, харза, выдра, фосса)
- Птицы (104 вида, в том числе японский журавль, стерх, белоплечий орлан, дальневосточный аист, дрофа)
- Копытные (11 видов, в том числе северный олень, гренландский овцебык, лошадь Пржевальского, джейран, кианг, сычуаньский такин, викунья)
- Экспериментальный отдел герпетологии (70 видов)
- Сельскохозяйственные животные